# Anaphes archettii
Anaphes archettii är en stekelart som beskrevs av Ghidini 1945. Anaphes archettii ingår i släktet Anaphes och familjen dvärgsteklar. Inga underarter finns listade i Catalogue of Life.